# Карел Сабіна
Карел Сабіна (29 грудня 1813, Прага — 7 листопада 1877, Прага) — чеський письменник, публіцист, демократ, літературний критик.

## Біографія
В 1831—1833 навчався в університеті.
У 1848 взяв участь в березневих рухах; учасник Травневої змови в 1849 році за звинуваченням у державній зраді був засуджений до смертної кари, заміненої 18-річним ув'язненням у фортеці; через 8 років був помилуваний і повернувся до Праги.
Цензурні переслідування були постійно.
Ще на початку 1840-х рр. він написав роман «Гусити»; цензура п'ять разів вимагала його переробки і, нарешті, дозволила, коли він був розбитий на окремі оповідання («Obrazy z XV а XVI stolètí», Прага, 1854).
Вперше опублікував (1857) роман свого друга юності, видатного поета-романтика К. Г. Махи «Цигани» (Cikáni), написаний ще в 1835. Рукопис роману не збереглася, що породило багаторічну дискусію в чеському літературознавстві про можливе втручання Сабіни в текст роману.

## Романи
- Hrobník(1837)
- Vesničané (1847)
- Jen tři léta! (1860)
- Na poušti (1863)
- Oživené hroby (1870) — своєрідний тюремний щоденник, сильні автобіографічні елементи
- Morana čili Svět a jeho nicoty (1874)
- Předbřeznoví revoluční bouřliváci v Rakousku (1879)
- Hedvika
- Blouznění
- Věčný ženich
- Upomínka na K. H. Máchu